# Ronde van de Vendée 2014
De 35e editie van de wielerwedstrijd Ronde van de Vendée werd gehouden op 5 oktober 2014. De wedstrijd startte in Chantonnay en eindigde in La Roche-sur-Yon. De wedstrijd maakte deel uit van de UCI Europe Tour 2014, in de categorie 1.1. In 2013 won de Fransman Nacer Bouhanni. Deze editie werd gewonnen door zijn landgenoot Armindo Fonseca.

## Deelnemende ploegen
| WorldTour        | ProContinentaal              | Continentaal            |
| ---------------- | ---------------------------- | ----------------------- |
| AG2R La Mondiale | Bretagne-Séché Environnement | BigMat-Auber 93         |
| Europcar         | Cofidis                      | La Pomme Marseille      |
| FDJ.fr           | Caja Rural-Seguros RGA       | Roubaix Lille Métropole |
|                  | Topsport Vlaanderen-Baloise  | Amore & Vita-Selle SMP  |
|                  | Wanty-Groupe Gobert          | Differdange-Losch       |
|                  |                              | Josan-To Win            |
|                  |                              | MG Kvis-Wilier          |
|                  |                              | Vorarlberg              |

## Uitslag
| Ronde van de Vendée 2014 |                     |                              |          |
| Plaats                   | Naam                | Ploeg                        | Tijd     |
| Winnaar                  | Armindo Fonseca     | Bretagne-Séché Environnement | 4u42'50" |
| 2                        | Olivier Le Gac      | FDJ.fr                       | + 2"     |
| 3                        | Thomas Voeckler     | Europcar                     | + 3"     |
| 4                        | Marco Minnaard      | Wanty-Groupe Gobert          | z.t.     |
| 5                        | Laurent Pichon      | FDJ.fr                       | z.t.     |
| 6                        | Jérôme Baugnies     | Wanty-Groupe Gobert          | z.t.     |
| 7                        | Matthieu Ladagnous  | FDJ.fr                       | z.t.     |
| 8                        | Jawhen Hoetarovitsj | AG2R La Mondiale             | z.t.     |
| 9                        | Julien Simon        | Cofidis                      | z.t.     |
| 10                       | Tony Hurel          | Europcar                     | z.t.     |
| 11                       | Evaldas Šiškevičius | La Pomme Marseille           | z.t.     |
| 12                       | Janis Dakteris      | Differdange-Losch            | z.t.     |
| 13                       | Maxime Renault      | BigMat-Auber 93              | z.t.     |
| 14                       | Clément Koretzky    | Bretagne-Séché Environnement | z.t.     |
| 15                       | Michel Kreder       | Wanty-Groupe Gobert          | z.t.     |
| 16                       | Frederik Backaert   | Wanty-Groupe Gobert          | z.t.     |
| 17                       | Eliot Lietaer       | Topsport Vlaanderen-Baloise  | z.t.     |
| 18                       | Rudy Barbier        | Roubaix Lille Métropole      | z.t.     |
| 19                       | Liam Bertazzo       | MG Kvis-Wilier               | z.t.     |
| 20                       | Preben Van Hecke    | Topsport Vlaanderen-Baloise  | z.t.     |

## UCI Europe Tour
In deze Ronde van de Vendée waren punten te verdienen voor de ranking in de UCI Europe Tour 2014. Enkel renners die uitkwamen voor een (pro-)continentale ploeg, maakten aanspraak om punten te verdienen.
| Positie | 1e | 2e | 3e | 4e | 5e | 6e | 7e | 8e | 9e | 10e | 11e | 12e |
| Punten  | 80 | 56 | 32 | 24 | 20 | 16 | 12 | 8  | 7  | 6   | 5   | 3   |

Etappewedstrijden

 Ster van Bessèges ·
 Ronde van de Middellandse Zee ·
 Ruta del Sol ·
 Ronde van de Algarve ·
 Ronde van de Haut-Var ·
 Driedaagse van West-Vlaanderen ·
 Internationale Wielerweek ·
 Internationaal Wegcriterium ·
 Driedaagse van De Panne-Koksijde ·
 Ronde van de Sarthe ·
 Ronde van Trentino ·
 Ronde van Turkije ·
 Vierdaagse van Duinkerke ·
 Ronde van Azerbeidzjan ·
 Szlakiem Grodów Piastowskich ·
 Ronde van Castilië en León ·
 Ronde van Picardië ·
 Ronde van Noorwegen ·
 World Ports Classic ·
 Ronde van Beieren ·
 Ronde van België ·
 Tour des Fjords ·
 Ronde van Estland ·
 Ronde van Luxemburg ·
 Boucles de la Mayenne ·
 Ster ZLM Toer ·
 Ronde van Slovenië ·
 Route du Sud ·
 Ronde van Oostenrijk ·
 Sibiu Cycling Tour ·
 Ronde van Wallonië ·
 Ronde van Portugal ·
 Ronde van Denemarken ·
 Ronde van de Ain ·
 Ronde van Burgos ·
 Arctic Race of Norway ·
 Ronde van de Limousin ·
 Ronde van Poitou-Charentes ·
 Ronde van Groot-Brittannië ·
 Ronde van Gévaudan Languedoc-Roussillon ·
 Eurométropole Tour
Eendaagse wedstrijden

 GP La Marseillaise ·
 Grote Prijs van de Etruskische Kust ·
 Trofeo Palma ·
 Trofeo Ses Salines ·
 Trofeo Serra de Tramuntana ·
 Trofeo Platja de Muro ·
 Trofeo Laigueglia ·
 Ronde van Murcia ·
 Omloop Het Nieuwsblad ·
 Classic Sud Ardèche ·
 GP Lugano ·
 Clásica de Almería ·
 Kuurne-Brussel-Kuurne ·
 La Drôme Classic ·
 Le Samyn ·
 GP Città di Camaiore ·
 Strade Bianche ·
 Roma Maxima ·
 Ronde van Drenthe ·
 Dwars door Drenthe ·
 Nokere Koerse ·
 GP Nobili Rubinetterie ·
 Handzame Classic ·
 Classic Loire-Atlantique ·
 Grote Prijs van Cholet-Pays de Loire ·
 Dwars door Vlaanderen ·
 Route Adélie de Vitré ·
 Volta Limburg Classic ·
 Grote Prijs Miguel Indurain ·
 Ronde van La Rioja ·
 Scheldeprijs ·
 GP Cerami ·
 Klasika Primavera ·
 Parijs-Camembert ·
 Brabantse Pijl ·
 GP Denain ·
 Ronde van de Finistère ·
 Tro Bro Léon ·
 Ronde van Keulen ·
 La Roue Tourangelle ·
 Rund um den Finanzplatz Eschborn-Frankfurt ·
 Ronde van de Somme ·
 ProRace Berlin ·
 Grote Prijs van Plumelec ·
 Boucles de l'Aulne ·
 Ronde van Zeeland Seaports ·
 GP Kanton Aargau ·
 Ronde van Limburg ·
 Ronde van de Apennijnen ·
 Halle-Ingooigem ·
 Prueba Villafranca de Ordizia ·
 GP Industria & Artigianato-Larciano ·
 Ronde van Toscane ·
 Circuito de Getxo ·
 Polynormande ·
 RideLondon Classic ·
 GP Stad Zottegem ·
 Arnhem-Veenendaal Classic ·
 Châteauroux Classic de l'Indre ·
 Druivenkoers Overijse ·
 Brussels Cycling Classic ·
 GP Fourmies ·
 Ronde van de Doubs ·
 GP Jef Scherens ·
 Coppa Bernocchi ·
 GP van Wallonië ·
 Coppa Agostoni ·
 Ronde van de Drie Valleien ·
 Kampioenschap van Vlaanderen ·
 Grote Prijs Impanis-Van Petegem ·
 Memorial Marco Pantani ·
 GP Industria & Commercio di Prato ·
 GP van Isbergues ·
 Omloop van het Houtland ·
 Duo Normand ·
 Milaan-Turijn ·
 Ronde van het Münsterland ·
 Ronde van de Vendée ·
 Memorial Frank Vandenbroucke ·
 Coppa Sabatini ·
 Parijs-Bourges ·
 Ronde van Emilia ·
 Parijs-Tours ·
 GP Beghelli ·
 Nationale Sluitingsprijs ·
 Chrono des Nations
1980 · 1981 · 1982 · 1983 · 1984 · 1985 · 1986 · 1987 · 1988 · 1989 · 1990 · 1991 · 1992 · 1993 · 1994 · 1995 · 1996 · 1997 · 1998 · 1999 · 2000 · 2001 · 2002 · 2003 · 2004 · 2005 · 2006 · 2007 · 2008 · 2009 · 2010 · 2011 · 2012 · 2013 · 2014 · 2015 · 2016 · 2017 · 2018 · 2019 · 2020 · 2021 · 2022 · 2023 · 2024